# Markejew
Markejew (ukr. Маркеєв) – osiedle na Ukrainie, w obwodzie chersońskim, w rejonie kachowskim, w hromadzie Askania Nowa. W 2001 liczyło 783 mieszkańców, spośród których 650 wskazało jako ojczysty język ukraiński, 118 rosyjski, 10 mołdawski, 2 białoruski, a 3 inny.